# Andrenosoma sexpunctata
Andrenosoma sexpunctata är en tvåvingeart som först beskrevs av Samuel Wendell Williston  1901.  Andrenosoma sexpunctata ingår i släktet Andrenosoma och familjen rovflugor. Inga underarter finns listade i Catalogue of Life.